# Сунь Вэй
Сунь Вэй (кит. 孙炜; род. 12 августа 1995, Наньтун, Цзянсу) — китайский гимнаст, чемпион мира по спортивной гимнастике 2018 года и серебряный призёр 2019 года в команде.
Начал заниматься гимнастикой в возрасте 3 лет. Он был слабым ребенком и родители хотели таким образом закалить его. Учился в Спортивном институте Нанджинг.